# 凱恩鎮區 (北達科他州博蒂諾縣)
凱恩鎮區（英語：Kane Township）是位於美國北達科他州博蒂諾縣的一個鎮區。

## 地方資料
凱恩鎮區的面積為85.04平方千米，當中陸地面積為81.71平方千米，而水域面積為3.33平方千米。根據2010年美國人口普查的數據，當地共有人口57人，而人口密度為每平方千米0.67人。